# Hérodicos
Hérodicos (en grec ancien Ήρóðιĸος / Hêródikos) est un médecin grec du Ve siècle av. J.-C. Natif de Mégare, il professait à Sélymbrie, en Thrace, sur la Propontide. Il fut l'un des professeurs d’Hippocrate de Cos.

## Notice
Il est considéré comme le premier à avoir utilisé l'exercice physique comme méthode thérapeutique pour le traitement des maladies et la préservation de la santé. Il recommande une bonne alimentation et des massages combinés à l’utilisation d'herbes médicinales et d'huiles essentielles ; ses théories alliant médecine et gymnastique font de lui le précurseur de la médecine du sport. Hérodicos était également pédotribe, professeur de gymnastique et sport : il décrivait précisément la manière de réaliser un massage : que les mouvements soient d'abord lents et doux, puis plus rapides, avec une pression de plus en plus forte en terminant par un massage plus doux. Hérodicos fut élève des sophistes ; Platon attribue à Hérodicos la recommandation d'une marche à pied aller-retour entre Athènes et Mégare, soit une distance de plus de 70 milles ; Socrate poursuit par « après être monté sur les Murs ».

## Sources
- Luc Brisson (dir.) et Frédérique Ildefonse (trad. du grec ancien), Protagoras : Platon, Œuvres complètes, Paris, Éditions Flammarion, 2008 (1re éd. 2006), 2204 p. (ISBN 978-2-08-121810-9).
- Émile Chambry, Émeline Marquis, Alain Billault et Dominique Goust (trad. du grec ancien par Émile Chambry), Lucien de Samosate : Œuvres complètes, Paris, Éditions Robert Laffont, coll. « Bouquins », 2015, 1248 p. (ISBN 978-2-221-10902-1).
- Georges Leroux (dir.) et Luc Brisson, La République, Paris, Éditions Gallimard, 2008 (1re éd. 2006), 2204 p. (ISBN 978-2-08-121810-9).
- Luc Brisson (dir.) et Frédérique Ildefonse (trad. du grec ancien), Phèdre : Platon, Œuvres complètes, Paris, Éditions Flammarion, 2008 (1re éd. 2006), 2204 p. (ISBN 978-2-08-121810-9).
- Pierre Pellegrin (dir.) (trad. du grec ancien), Rhétorique : Aristote, Œuvres complètes, Paris, Éditions Flammarion, 2014, 2923 p. (ISBN 978-2-08-127316-0).
- (en) William Smith (dir.), Dictionary of Greek and Roman Biography and Mythology Lire en ligne

- Platon, La République [détail des éditions] [lire en ligne] (Livre III, 406a)
- Platon, Phèdre [détail des éditions] [lire en ligne] (227d)